# Eunicidae
Los eunícidos (Eunicidae) son gusanos marinos poliquetos, muchos de los cuales alcanzan un tamaño considerable. Sus mandíbulas son conocidas en  sedimentos desde el Ordovícico.
Son depredadores, algunos se alimentan de coral o son parásitos. Poseen una probóscide eversible. Uno de los más llamativos es el "gusano Bobbit" (Eunice aphroditois), un poliqueto gigante de color morado oscuro, iridiscente, que se observa durante la marea baja bajo las rocas de las costas del sur de Australia; su cuerpo robusto y musculoso puede llegar hasta los 3 m.

## Galería

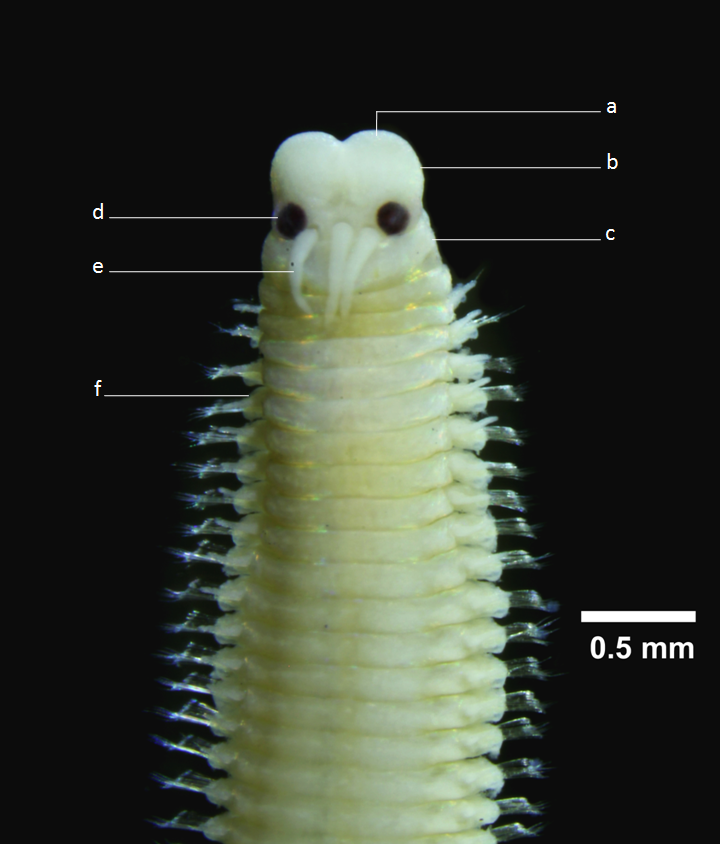
Lysidice
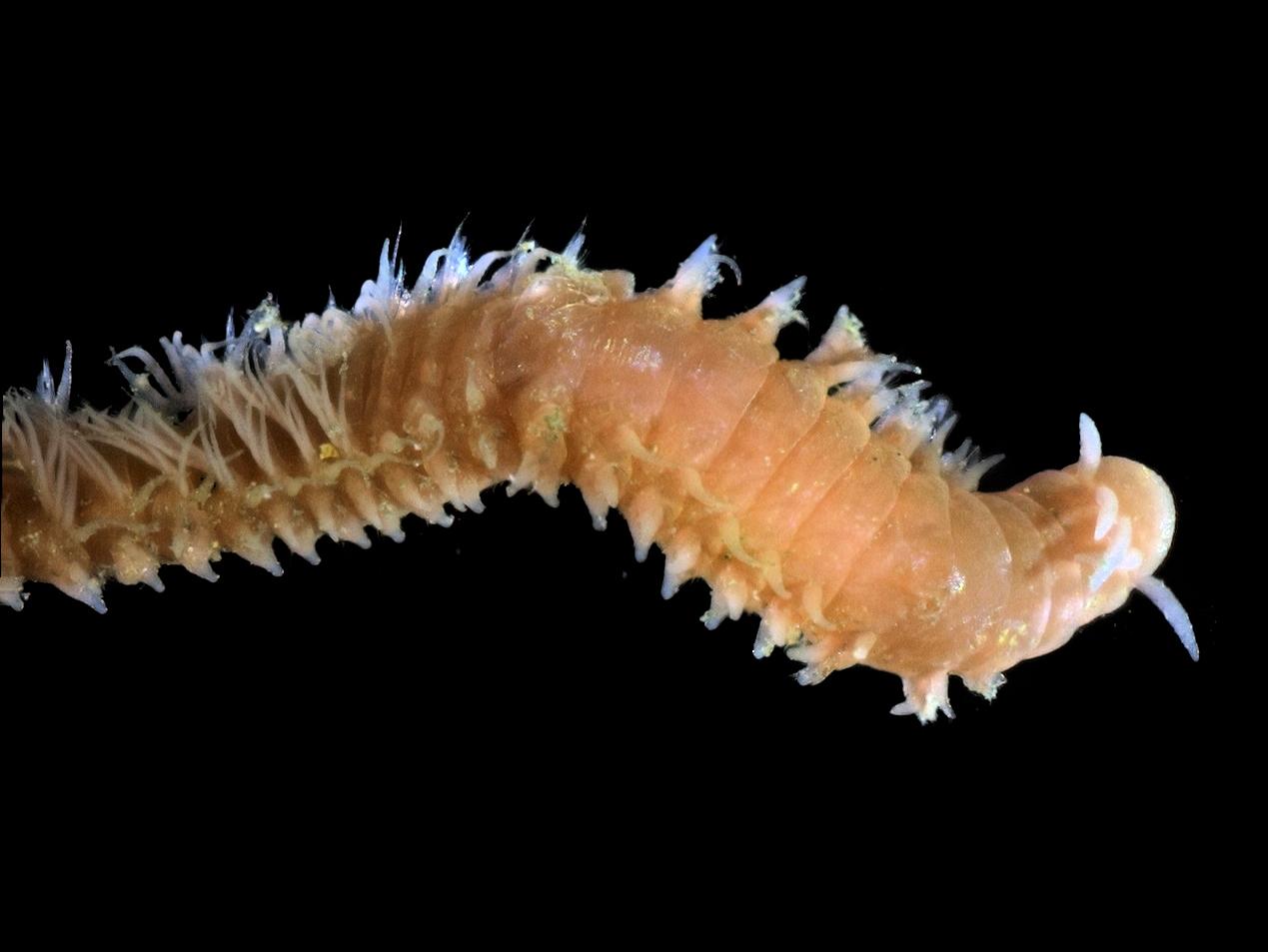
Marphysa
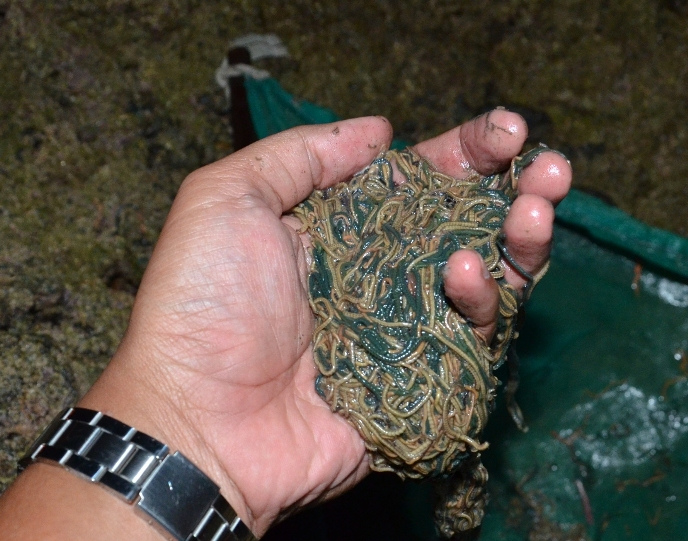
Palola